# Juan José Esteban
Juan José Esteban Quinteros (n. 1955, Ciudad de Salta) es un médico especialista en cirugía y político que supo ser Ministro de Salud Pública de la Provincia de Salta desde el 9 de septiembre de 2020 hasta el 26 de diciembre de 2022 en la gobernación de Gustavo Sáenz.

## Biografía
Juan José Esteban Quinteros realizó sus estudios superiores en la Universidad Nacional de La Plata donde se recibió de doctor y se especializó en cirugías. También realizó un posgrado de Medicina Laboral y Gerenciamiento Hospitalario en la Universidad Austral.
De regreso en Salta capital, Juan José trabajó durante once años como Gerente General del Hospital Público de Gestión Descentralizada San Bernardo. Luego fue subsecretario de gestión de la salud durante el gobierno de Juan Manuel Urtubey y a partir del año 2017 se desempeñó como gerente general del Hospital Señor del Milagro. Actualmente es el titular del programa "Incluir Salud".
Durante su gerencia del Hospital ubicado en avenida Sarmiento le tocó enfrentarse a la Pandemia de COVID-19 que azotaba a la provincia. Desde su rol de funcionario de la salud criticó muchas de las medidas tomadas por la ministra de Salud Pública, Josefina Medrano. Entre las críticas realizadas se puede encontrar la que realizó cuando se utilizó un hotel céntrico de la Ciudad de Salta para dar hospedaje a aquellas personas que debían hacer el aislamiento obligatorio. También se cruzó con la ministra cuando en julio, el doctor Esteban confirmaba la circulación comunitaria mientras que la ministra lo negaba. Tiempo después los dichos del gerente del Hospitel del Milagro fueron confirmados. También fue crítico con la población que en la previa del día del niño se aglomeró en distintos lugares de forma inconsciente. Una de las últimas declaraciones que realizó antes de asumir como ministro de Salud Pública fue aquella que sostenía que el 30% de la población salteña ya tenía el virus de acuerdo a las estimaciones realizadas desde el nosocomio.

También supo ser Coordinador.del Área Médica del Proyecto para Naciones Unidas dependiente del Ministerio de Salud de la Nación y asesor técnico del Área Materno Infantil del Ministerio de Salud de la Provincia de Salta.

### Ministro de Salud Pública
El 8 de septiembre de 2020 el gobernador Gustavo Sáenz le pide la renuncia a la ministra de Salud, Josefina Medrano, y anuncia que en su lugar asumiría el gerente del Hospital Señor del Milagro. Juan José Esteban jura como nuevo Ministro de Salud Pública el 9 de septiembre y en conferencia de prensa asegura que siempre dirá la verdad y apeló a la población para ganarle al virus.
El nuevo ministro aseguró que exigió al mandatario que pusieran a su hija como personal del Gobierno, primeramente, en un cargo raso

Durante su mandato como ministro sumó un pedido de destitución solicitado por el Concejo Deliberante de San Ramón de la Nueva Orán, y una medida similar en la ciudad de Tartagal; las dos con mayor cantidad de votantes luego de la Capital. Su mandato terminó con falta de inversiones, contratos precarios que sobrevivieron desde la época del covid cuando salieron a buscar profesionales para hacer frente a la crisis sanitario, los salarios bajos de éstos, la falta de insumos y la llegada de la época estival donde se registra el mayor número de enfermedades tropicales y decesos por desnutrición y deshidratación.
Juan José Esteban renunció en diciembre de 2022 aunque anunció que seguiría trabajando en su consultorio privado. Fue sucedido en el cargo por el gerente del Hospital Materno Infantil de Salta, Federico Mangione.

### Diputado Provincial
Esteban anunció que buscaba ser parte del cuerpo legislativo provincial aportando sus conocimientos en relación con la salud. En las elecciones del 2023 Juan José firmó como candidato a diputado provincial por el departamento de la capital en representación del Partido Justicialista siendo acompañado por Laura Cartuccia. El doctor fue el segundo candidato más votado en la categoría con un total de 32.642 voluntades solo por detrás de José Gauffin de Juntos por el Cambio por lo tanto obtuvo dos de las nueve bancas en juego.
Asumió como diputado provincial el 24 de noviembre de 2023 e integró el bloque Justicialista Gustavo Sáenz Conducción.